# Мармадюк Вайвілл
Мармадюк Вайвілл (англ. Marmaduke Wyvill; 22 грудня 1815, Констебл-Бертон — 25 червня 1896, Борнмут) — англійський шахіст. 
У 1840-х роках успішно грав проти Г. Бокля в Лондоні, С. Дюбуа в Римі, Л. Кізеріцького в Парижі. На 1-му міжнародному турнірі в Лондоні (1851) посів 2-е місце. Надалі відійшов від практичної гри. 1883 року був членом Головного комітету Лондонського міжнародного турніру.